# Castillo de Espronceda

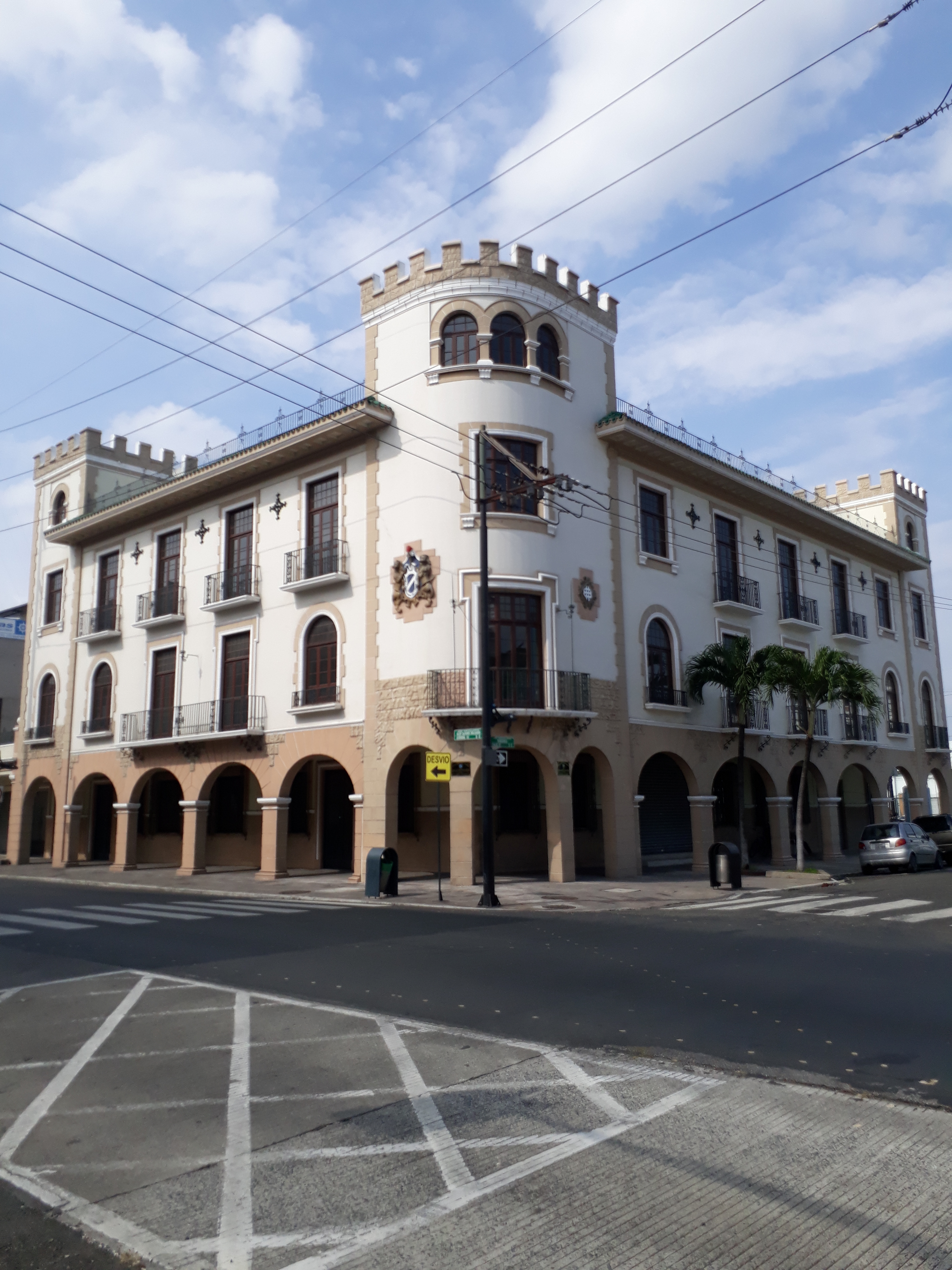
Castillo de Espronceda

El castillo de Espronceda es un palacio de tipo medieval ubicado en las actuales calles de Eloy Alfaro y Venezuela, en el tradicional Barrio del Astillero, en la ciudad de Guayaquil. Fue construido en el año de 1930.

## Historia
Fue construido en el año de 1930 por la familia compuesta por el empresario español José Martínez Espronceda y su esposa, Lucrecia Peribonio Brajcic, dueños de la fábrica de bebidas gaseosas de la marca Fox.
El diseño y construcción del castillo estuvo a cargo del arquitecto español Juan Antonio Orús Madinyá, y fue construido en cemento Portland importado de Inglaterra. Posee tres pisos y una terraza, y tiene 17 pilares con cuatro torres, dos a cada lado.

### El castillo en la actualidad
En 1990, el castillo fue declarado patrimonio cultural de Ecuador. Debido a obligaciones tributarias, fue expropiado por el municipio de Guayaquil y, después de varios años de abandono, fue remodelado, a un costo de más de 600 000 dólares.